# Batracomorphus vesta
Batracomorphus vesta är en insektsart som beskrevs av Knight 1983. Batracomorphus vesta ingår i släktet Batracomorphus och familjen dvärgstritar. Inga underarter finns listade i Catalogue of Life.